# Nerthus

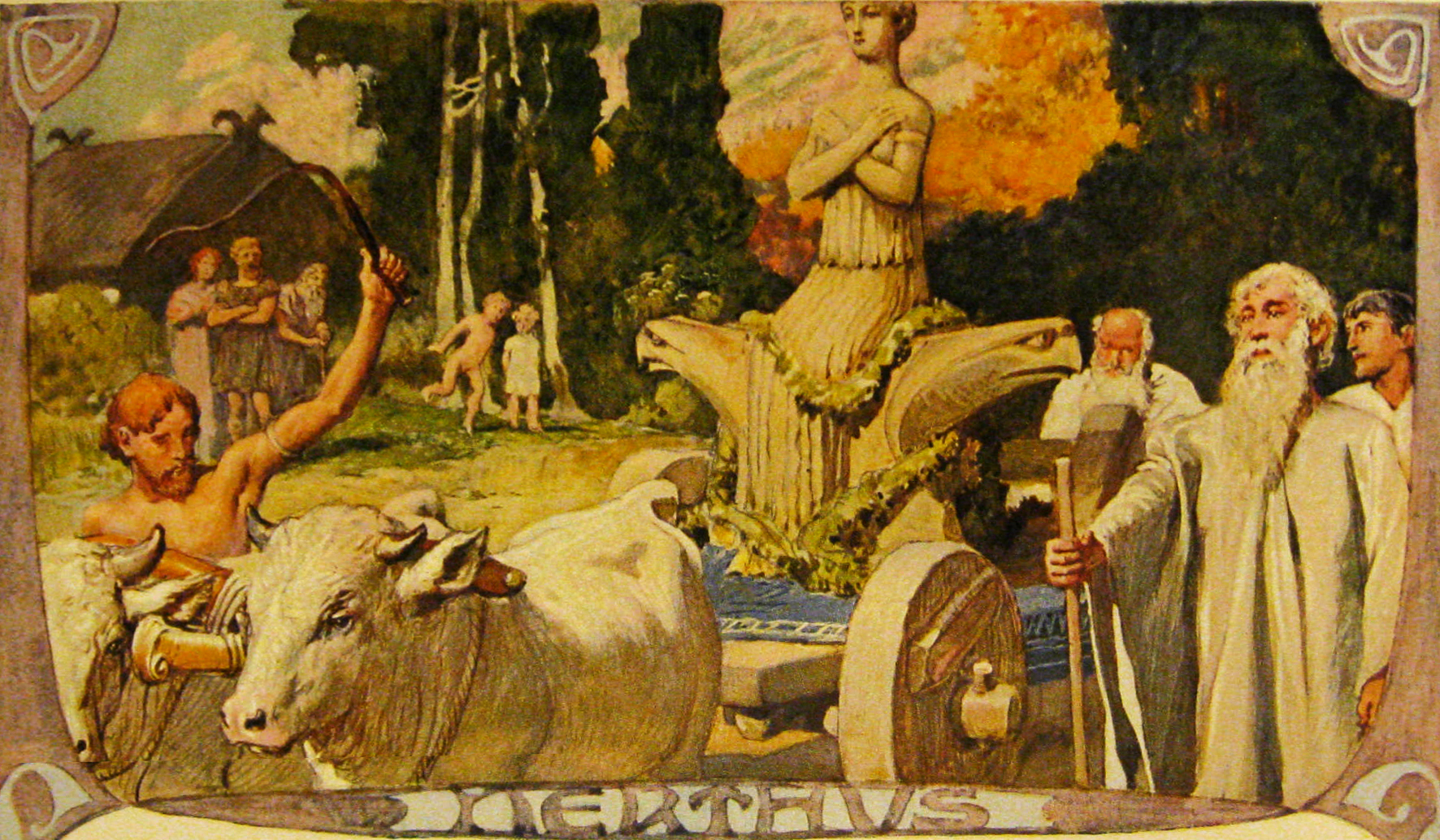
"Nerthus" (1905) por Emil Doepler.

Nerthus es una diosa de la mitología nórdica y la traducción al latín de Njörðr por Tácito en su obra De origine et situ Germanorum. En su relato describe el culto que se le realizaba y también los sacrificios que se le ofrecían en un lago, el cual ha sido interpretado como la isla danesa de Fionia.

## Orígenes
La obra de Tácito fue una recopilación de relatos, por lo que probablemente al no estar muy relacionado con los dioses germánicos  haya modificado el nombre original de Njörðr por Nerthus, el cual fue tomado luego por los teutones. Otros nombres que Nerthus recibe son Hlödin, Eartha y Hertha. Ella es la madre Tierra representando la fertilidad de la tierra cultivada. Poseía un carro que era tirado por dos vacas, lo cual se puede relacionar con la vaca primogénita de la creación, Auðumbla. Nerthus es una de las primeras diosas de los pueblos germánicos.

XL. Y, por el contrario, ennoblece a los Longobardos su poco número: porque estando, rodeados de muchas y muy belicosas naciones, se conservan y están seguros, no con sumisión y obediencia, sino con batallas y peligros, y poniéndose en ellos. Los Reudignos, Aviones, Anglos, Varinos, Eudoses, Suardones y Nuitones están cercados y amparados de ríos y de bosques. Ninguno de ellos, tiene en particular cosa notable. Todos en común adoran a Hertha, que significa la Madre Tierra, la cual piensan que interviene en las cosas y negocios de los hombres y que entra y anda en los pueblos. En una isla del océano hay un bosque llamado Casto, y dentro de él un carro consagrado cubierto con una vestidura: no es permitido tocarle sino a un sacerdote. Este conoce cuándo la diosa está en aquel secreto, y con mucha reverenda va siguiendo el carro, que tiran vacas. Son días alegres y regocijados y lugares de fiesta tordos aquellos donde tiene por bien llegar y hospedarse. Y no tratan de cosas de guerra, ni toman las armas, y todo género de ellas está encerrado, y solamente se conoce y ama la paz y quietud, hasta que el mismo sacerdote vuelve la diosa a su templo, harta y cansada de la conversación de los hombres. Y luego se lava en un lago secreto el carro y la vestidura, y la misma diosa, si así lo quisieres creer. Los esclavos sirven en esto, los cuales traga luego el mismo lago: de donde les viene a todos un oculto terror y una santa ignorancia de que pueda ser aquello que ven solamente los que han de perecer.
Tácito, De origine et situ Germanorum

## Culto
Nerthus era una divinidad muy popular en algunas de las tribus germánicas principalmente en lo que se convertiría en Alemania. Su festividad se realizaba en primavera en la cual se hacía una procesión con un carro al cual solo tenía acceso el sacerdote principal del culto.
Hay que destacar que este culto puede ser originado en la Edad de Piedra.
En las localidades sajonas también era adorada como madre tierra, pero en realidad no era una diosa sajona por lo cual se relacionaría con Tuisto (dios nacido de la tierra). 
El papel de Nerthus en la mitología nórdica ha sido muy limitado, pues como diosa pertenece a los Vanir y paradójicamente toma el papel de madre, hermana y amante de Njörðr, el cual toma muchas características de ella, siendo reemplazada por él como dios de la tierra fértil. 
Su cargo de madre tierra lo cumple Jörd.

## Teorías
H.R. Ellis Davidson plantea que probablemente hubiese un par masculino y femenino de deidades, de Njord y Nerthus, siendo esta última sustituida más tarde por Freyja. También hace hincapié en el hecho de que había varias deidades masculinas con su contraparte femenina entre los dioses de los nórdicos de los cuales se sabe muy poco y en algunos casos solamente sus nombres, e.g. Ullr y Ullin.
Si es así Nerthus pudo haber sido la hermana de Njord y la madre de sus hijos, Freyr y Freyja, que también tenían una relación según Loki en Lokasenna. Ésta puede ser la razón por la que Snorri Sturluson escribió en la saga de los Ynglingos que las uniones dentro de una misma familia eran comunes y aceptadas entre el Vanir, pero no entre los Æsir.
Ella pudo haber sido la contraparte de su hermano Njord, en una sociedad de pescadores y  granjeros, donde se la habría asociado a las cosechas, y a su hermano con la pesca.
La adoración de Freyr y de Freyja sugiere que el culto a las grandes deidades asociadas a la fertilidad era común en la edad  vikinga escandinava; aún más de lo que las Eddas pueden sugerir. No es inverosímil entonces pensar que Freyr y Freyja son los descendientes mitológicos de Nerthus y Njord, existiendo además la similitud entre el carro de Nerthus y Freyja, solo que el de esta última era tirado por gatos.
El hecho de que Njord, también sea Vanir puede indicar que junto con Nerthus conformaron las deides principales del panteón de una más vieja religión escandinava, posiblemente con un origen en la edad de bronce nórdica y que más adelante fue eclipsado por la introducción de una nueva religión donde el panteón principal lo conformaban los Æsir.
Rudolf Steiner sostiene que nadie comprenderá la narración  de la diosa Nerthus deTácito, si no comprende el real proceso que una vez existió: “La diosa ofrecía los cuerpos físicos  a las almas humanas que retornaban  a la Tierra desde las esferas planetarias a las que habían emigrado,”